# Hylocomiastrum umbratum
Hylocomiastrum umbratum là một loài Rêu trong họ Hylocomiaceae. Loài này lần đầu tiên được M. Fleischner mô tả chính thức vào năm 1925, dựa trên công trình trước đó của Ehrhart và Hedwig..

## Hình ảnh

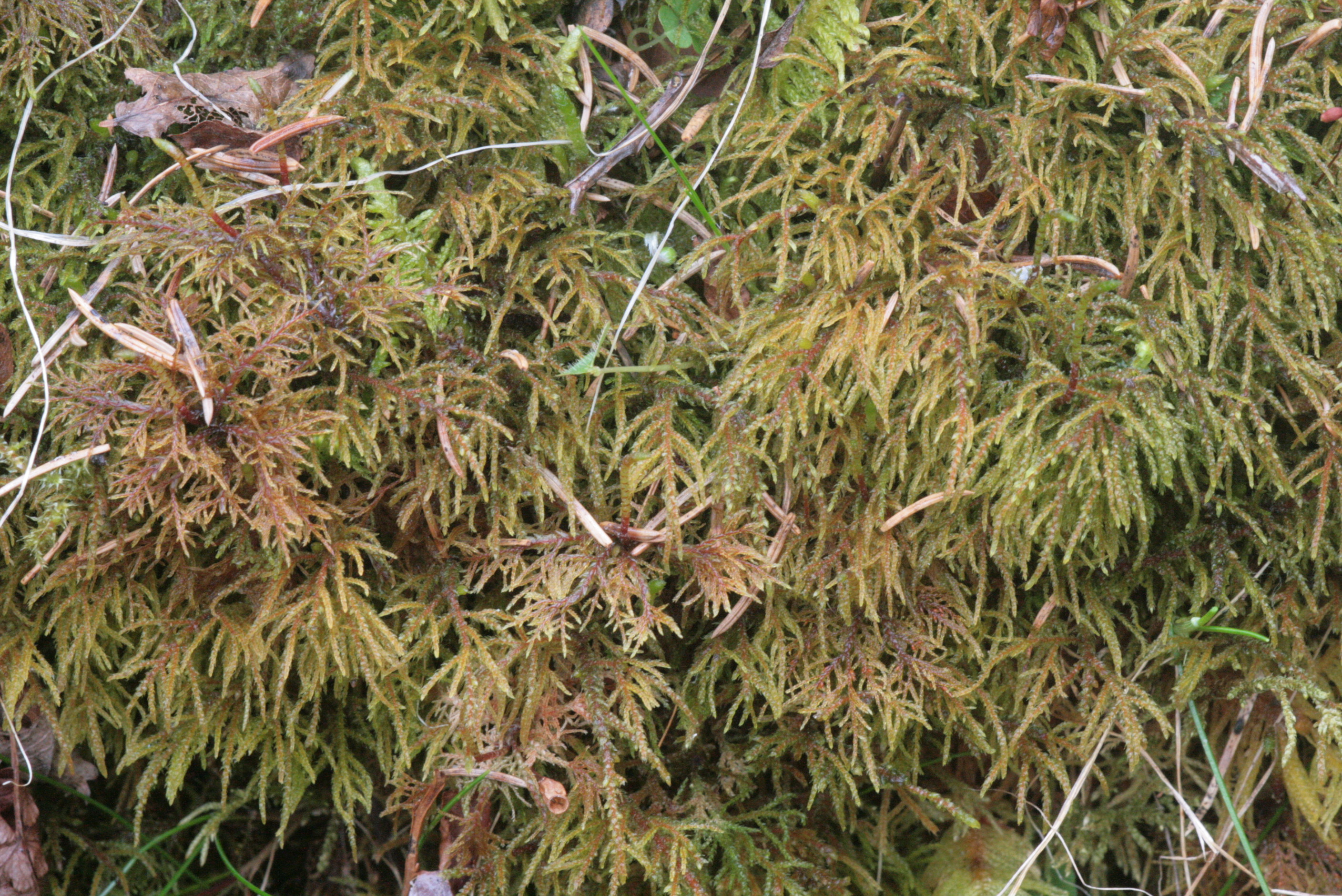
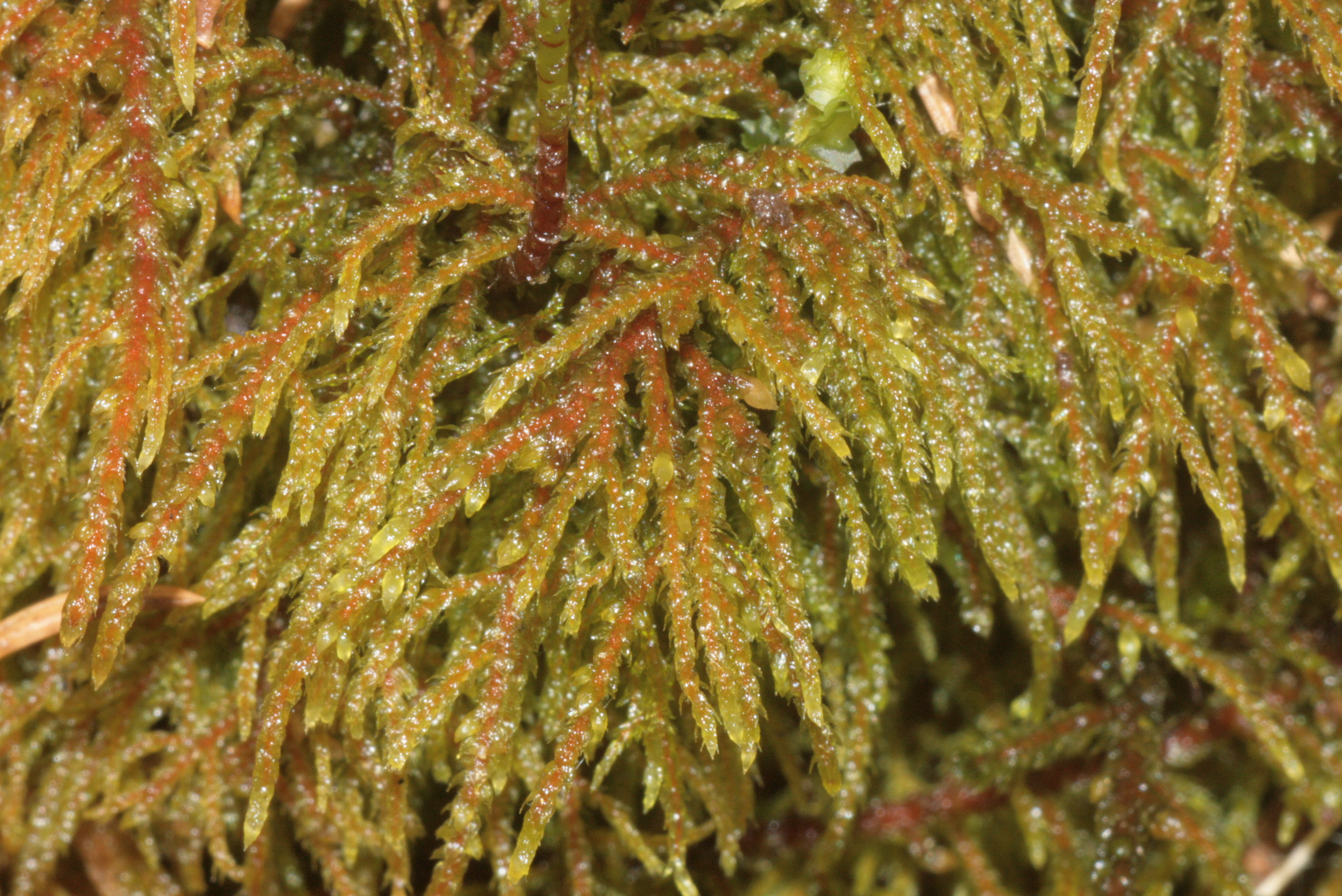
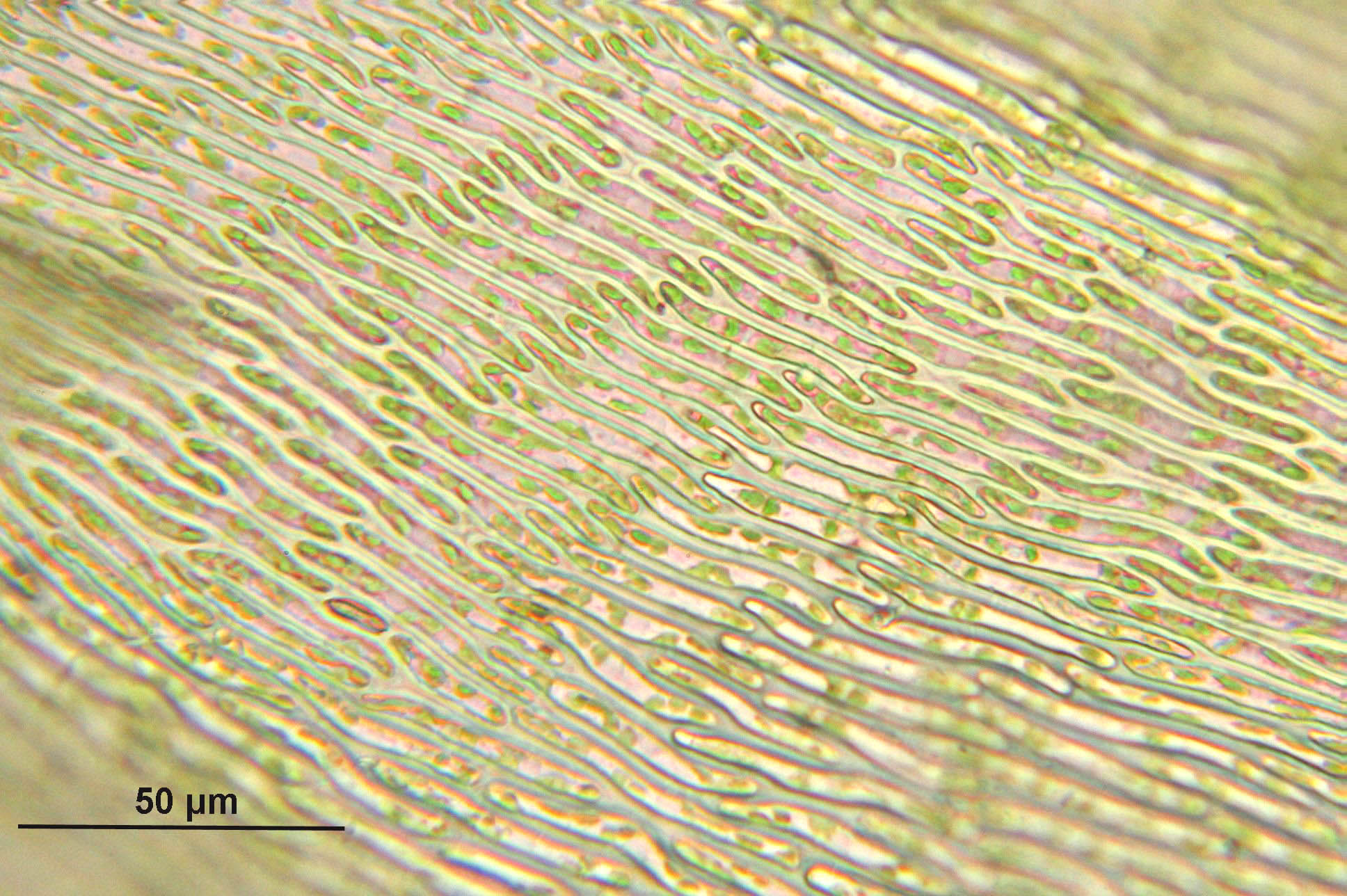
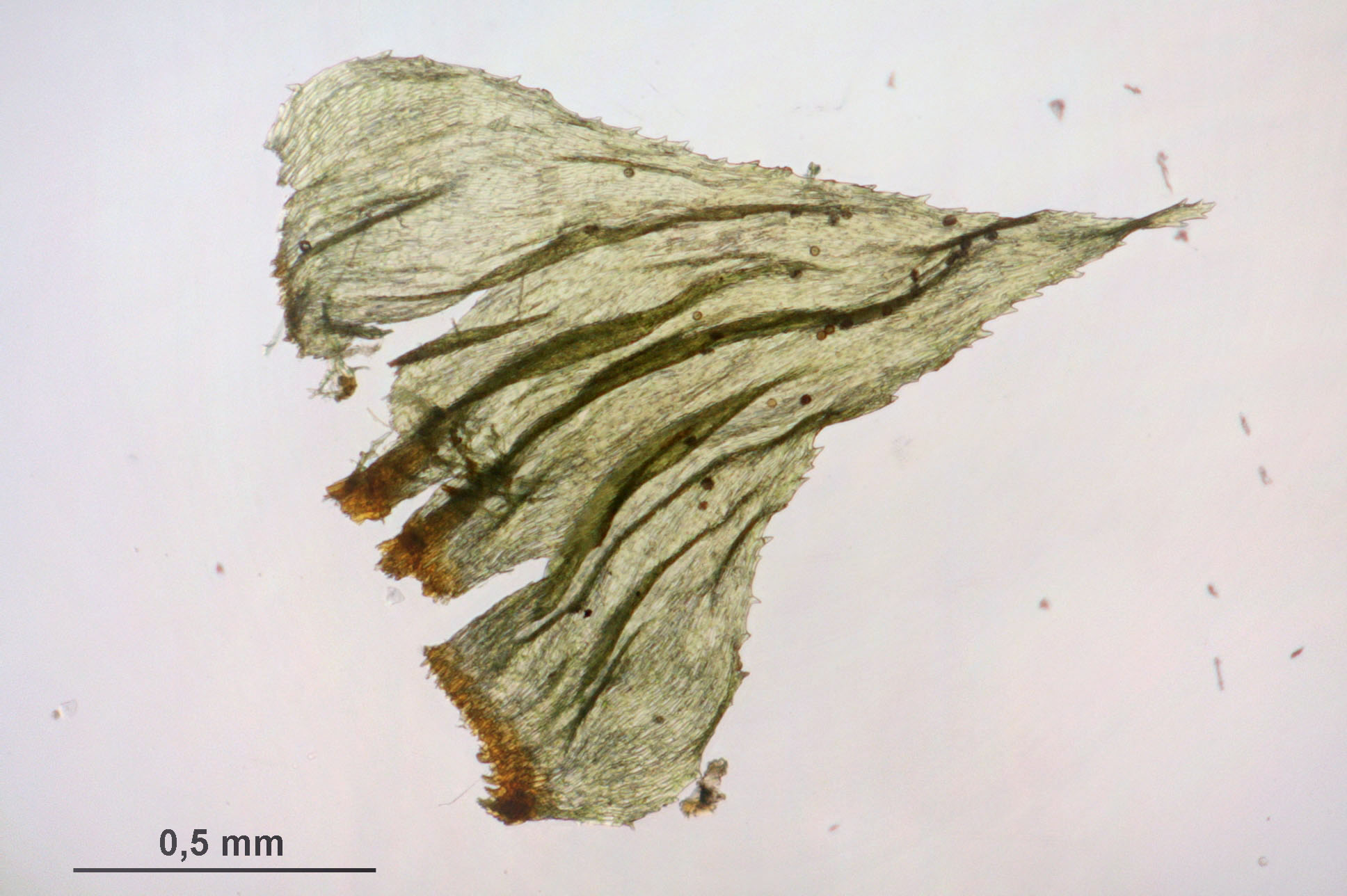